# Superpuchar Polski w hokeju na lodzie
Superpuchar Polski w hokeju na lodzie mężczyzn – mecz o trofeum, organizowany cyklicznie przez Polski Związek Hokeja na Lodzie (PZHL), w którym udział biorą dwie seniorskie drużyny klubowe: aktualnego Mistrza Polski i aktualnego Zdobywcy Pucharu Polski. Spotkanie o Superpuchar Polski oficjalnie inauguruje każdy sezon hokeja na lodzie w Polsce. Pierwsza edycja odbyła się w 2014 roku, a jej zwycięzcą została ComArch Cracovia.

## Historia
Inicjatorem stworzenia rozgrywek o Superpuchar Polski był prezes PZHL, Dawid Chwałka. Decyzję o zorganizowaniu pierwszego w historii meczu o Superpuchar Polski władze PZHL podjęły w czerwcu 2014, a ogłosiły 19 sierpnia 2014 podczas konferencji prasowej w Tychach. Termin premierowej edycji wyznaczono na dzień 9 września 2014, a obowiązki gospodarza powierzono władzom Mistrza Polski sezonu 2013/2014 – Ciarko PBS Bank KH Sanok. Pierwszym zwycięzcą została Cracovia. W czerwcu 2015 władze postanowiły, iż w drugiej edycji meczu o Superpuchar Polski wystąpił obrońca tytułu mistrzowskiego i Pucharu Polski, GKS Tychy oraz ubiegłoroczny zdobywca Superpucharu, Cracovia, a także wyznaczyły termin spotkania na 4 września 2015. Pierwsze dwie edycji rozgrywki transmitowała stacja TVP Sport. W lipcu 2016 władze PZLH zaanonsowały trzeci mecz o Superpuchar Polski 2016 pomiędzy aktualnym mistrzem i zdobywcą Pucharu Polski, drużyną Cracovii a zespołem wicemistrza Polski, GKS Tychy, po czym w sierpniu 2016 podano do wiadomości, że przeciwnikiem Cracovii będzie drużyna Podhala Nowy Targ, tj. finalista ostatniej edycji rozgrywek o Puchar Polski. W wyniku postępowania konkursowego wyłoniono Nowy Targ jako organizatora i gospodarza Superpucharu 2016. Transmisję trzeciej edycji podjęła Nowotarska Telewizja Kablowa. Spotkanie rozgrywane 18 września 2016 w Miejskiej Hali Lodowej w Nowym Targu zostało przerwane w trakcie drugiej tercji w czasie gry 33:04 przy stanie 1:0 dla Podhala, wskutek niesprzyjających warunków na lodowisku w postaci mgły; jednocześnie podjęto decyzję o dokończeniu meczu w innym terminie. Termin celem dokończenia spotkania został wyznaczony na 15 listopada 2016. W sierpniu 2017 PZHL wyznaczył termin i miejsce czwartej rozgrywki o Superpuchar w Krakowie 8 września 2017.
Rozegranie siódmej edycji Superpucharu wyznaczono na 20 października 2020 w Tychach. Ósma edycja została wyznaczona na dzień 19 października 2021, a przewidziani do rozgrywki zostały drużyny JKH GKS Jastrzębie (aktualny mistrz Polski i zdobywca Puchar Polsk) i Re-Plast Unia Oświęcim (finalista ostatniej edycji Pucharu Polski). Data dziewiątej edycji została wyznaczona na 19 października 2022.
Na miejsce jubileuszowego 10. meczu o Superpuchar wybrano Tychy.

## Edycje

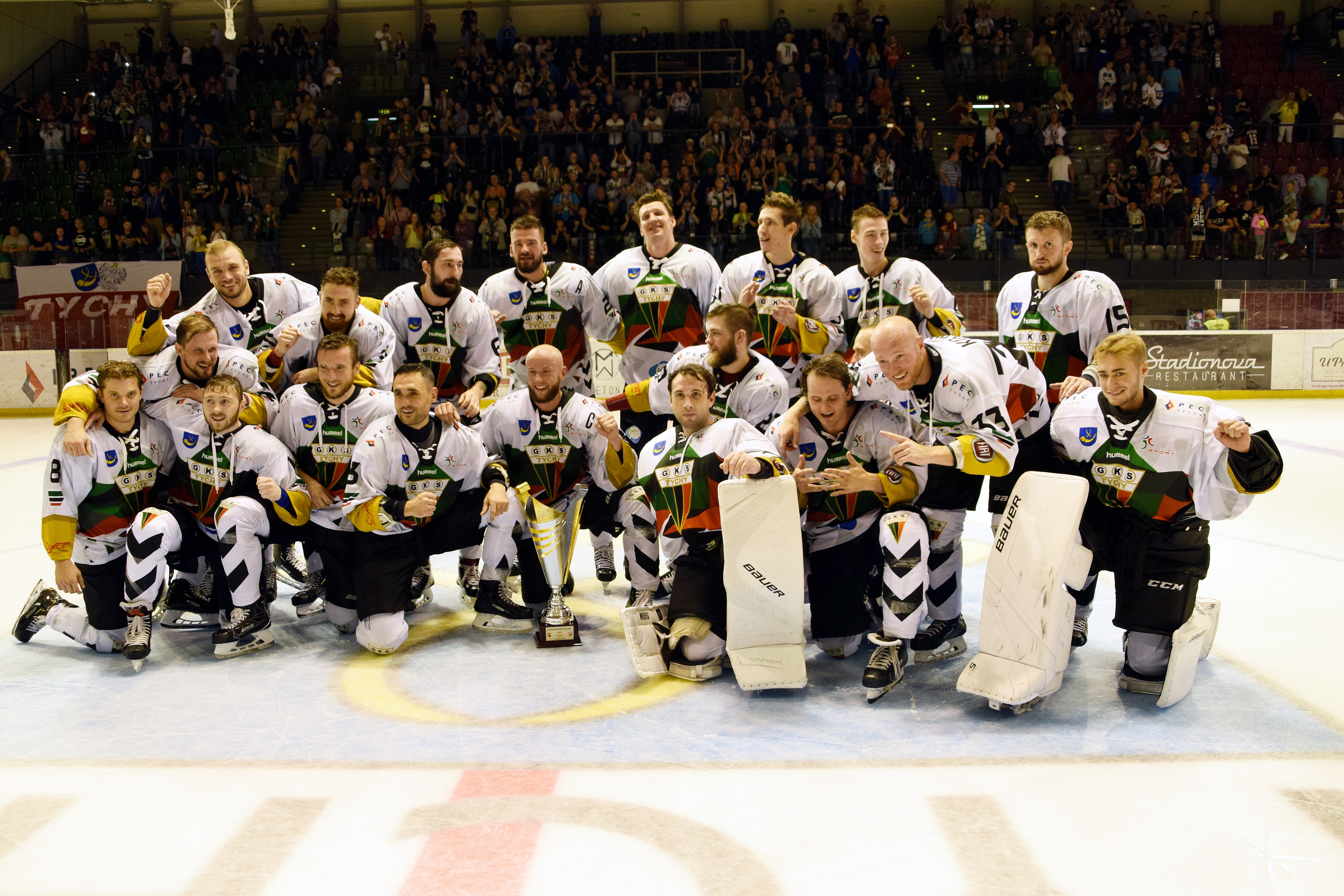
Drużyna GKS Tychy z Superpucharem Polski 2018

| Edycja | Sezon | Data                 | Miejsce          | Triumfator                    | Pretendent                           | Wynik  |
| ------ | ----- | -------------------- | ---------------- | ----------------------------- | ------------------------------------ | ------ |
| I.     | 2014  | 9 września 2014      | Sanok            | MKS ComArch Cracovia (PP)     | Ciarko PBS Bank KH Sanok (MP)        | 6:4    |
| II.    | 2015  | 4 września 2015      | Tychy            | GKS Tychy (MP, PP)            | MKS ComArch Cracovia (SP)            | 6:1    |
| III.   | 2016  | 15 listopada 2016    | Nowy Targ        | MKS ComArch Cracovia (MP, PP) | KH TatrySki Podhale Nowy Targ (f-PP) | 3:2 k. |
| IV.    | 2017  | 8 września 2017      | Kraków           | MKS ComArch Cracovia (MP)     | GKS Tychy (PP)                       | 5:4 k. |
| V.     | 2018  | 12 września 2018     | Tychy            | GKS Tychy (MP, PP)            | MKS ComArch Cracovia (f-PP)          | 3:0    |
| VI.    | 2019  | 13 września 2019     | Jastrzębie-Zdrój | GKS Tychy (MP)                | JKH GKS Jastrzębie (PP)              | 6:1    |
| VII.   | 2020  | 20 października 2020 | Tychy            | JKH GKS Jastrzębie (PP)       | GKS Tychy (MP)                       | 3:2    |
| VIII.  | 2021  | 19 października 2021 | Oświęcim         | JKH GKS Jastrzębie (MP, PP)   | Re-Plast Unia Oświęcim (f-PP)        | 3:1    |
| IX.    | 2022  | 19 października 2022 | Katowice         | KH GKS Katowice (MP)          | MKS ComArch Cracovia (PP)            | 7:1    |
| X.     | 2023  | 18 października 2023 | Tychy            | GKS Tychy (PP)                | KH GKS Katowice (MP)                 | 4:3    |
| XI.    | 2024  | 22 października 2024 | Oświęcim         | Re-Plast Unia Oświęcim (MP)   | GKS Tychy (PP)                       | 3:2 d. |

### Bilans klubów
| Trofea | Klub                   | Edycje                 |
| ------ | ---------------------- | ---------------------- |
| 4      | GKS Tychy              | 2015, 2018, 2019, 2023 |
| 3      | MKS ComArch Cracovia   | 2014, 2016, 2017       |
| 2      | JKH GKS Jastrzębie     | 2020, 2021             |
| 1      | KH GKS Katowice        | 2022                   |
| 1      | Re-Plast Unia Oświęcim | 2024                   |

| Finały | Klub                          | Edycje           |
| ------ | ----------------------------- | ---------------- |
| 3      | MKS ComArch Cracovia          | 2015, 2018, 2022 |
| 3      | GKS Tychy                     | 2017, 2020, 2024 |
| 1      | Ciarko PBS Bank KH Sanok      | 2014             |
| 1      | KH TatrySki Podhale Nowy Targ | 2016             |
| 1      | JKH GKS Jastrzębie            | 2019             |
| 1      | Re-Plast Unia Oświęcim        | 2021             |
| 1      | KH GKS Katowice               | 2023             |

### Superpuchar Polski 2014
| 9 września 2014 | Ciarko PBS Bank KH Sanok | 4:6 | MKS ComArch Cracovia | Arena Sanok, Sanok |

| Szczegóły      | Szczegóły                                                                                 | Szczegóły       | Szczegóły | Szczegóły                                                                 |
| -------------- | ----------------------------------------------------------------------------------------- | --------------- | --- | ------------------------------------------------------------------------- |
| Godzina: 20:30 | Matt Williams (5/4) 19:43 Justin DaCosta 38:28 Martin Vozdecký 40:26 Mateusz Wilusz 57:44 | (1:2, 1:1, 2:3) | 01:55 Maciej Kruczek 08:50 Sebastian Kowalówka 32:24 Damian Słaboń 45:45 Josef Fojtík 56:26 Grzegorz Pasiut 58:29 Filip Stoklasa | Widzów: 2500 Sędzia główny: Zbigniew Wolas Sędziowie liniowi: Michał Baca |
| Godzina: 20:30 | 8 min. kar                                                                                |                 | 10 min. kar | Widzów: 2500 Sędzia główny: Zbigniew Wolas Sędziowie liniowi: Michał Baca |

### Superpuchar Polski 2015
| 4 września 2015 | GKS Tychy | 6:1 | MKS ComArch Cracovia | Stadion Zimowy, Tychy |

| Szczegóły      | Szczegóły | Szczegóły       | Szczegóły         | Szczegóły                                                                     |
| -------------- | --- | --------------- | ----------------- | ----------------------------------------------------------------------------- |
| Godzina: 18:00 | Marcin Kolusz (5/3) 08:42 Filip Komorski 17:35 Jarosław Rzeszutko 18:48 Jarosław Rzeszutko 32:12 Jarosław Rzeszutko (4/5) 36:29 Adam Bagiński 42:00 | (3:0, 2:1, 1:0) | 22:34 Petr Šinágl | Widzów: 2500 Sędzia główny: Przemysław Kępa Sędziowie liniowi: Zbigniew Wolas |
| Godzina: 18:00 | 31 min. kar |                 | 10 min. kar       | Widzów: 2500 Sędzia główny: Przemysław Kępa Sędziowie liniowi: Zbigniew Wolas |

### Superpuchar Polski 2016
| 18 września / 15 listopada 2016 | KH TatrySki Podhale Nowy Targ | 2:3 pk. | MKS ComArch Cracovia | Miejska Hala Lodowa, Nowy Targ |

| Szczegóły      | Szczegóły                                                                          | Szczegóły                       | Szczegóły                                                                                         | Szczegóły                                                                                            |
| -------------- | ---------------------------------------------------------------------------------- | ------------------------------- | ------------------------------------------------------------------------------------------------- | --- |
| Godzina: 18:30 | Jarosław Różański 21:01 Joni Haverinen (5/4) 39:42 Krystian Dziubiński (5/4) 38:01 | (0:0, 2:0, 0:2, d. 0:0, k. 1:2) | 44:05 Patrik Svitana 15:31 Petr Šinágl 55:54 Michael Cichy 65:00 (decyd. najazd) Filip Drzewiecki | Sędzia główny: Paweł Meszyński (Warszawa) Zbigniew Wolas (Oświęcim) Sędziowie liniowi: Mariusz Smura |
| Godzina: 18:30 | 12 min. kar                                                                        |                                 | 6 min. kar                                                                                        | Sędzia główny: Paweł Meszyński (Warszawa) Zbigniew Wolas (Oświęcim) Sędziowie liniowi: Mariusz Smura |

### Superpuchar Polski 2017
| 8 września 2017 | MKS ComArch Cracovia | 5:4 pk. | GKS Tychy | Lodowisko im. Adama „Rocha” Kowalskiego, Kraków |

| Szczegóły      | Szczegóły | Szczegóły                       | Szczegóły                                                                         | Szczegóły                                                        |
| -------------- | --- | ------------------------------- | --------------------------------------------------------------------------------- | ---------------------------------------------------------------- |
| Godzina: 18:30 | Tomáš Sýkora (5/4) 05:51 Petr Šinágl 16:43 Krystian Dziubiński (5/4) 38:01 Tomáš Sýkora (5/3) 46:59 Teddy Da Costa 65:00 (decyd. najazd) | (2:2, 1:0, 1:2, d. 0:0, k. 2:1) | 09:46 Bartosz Ciura 15:31 Kamil Kalinowski 58:50 Michael Cichy 59:26 Kacper Guzik | Sędzia główny: Przemysław Kępa Sędziowie liniowi: Zbigniew Wolas |
| Godzina: 18:30 | 8 min. kar |                                 | 12 min. kar                                                                       | Sędzia główny: Przemysław Kępa Sędziowie liniowi: Zbigniew Wolas |

### Superpuchar Polski 2018
| 12 września 2018 | GKS Tychy | 3:0 | MKS ComArch Cracovia | Stadion Zimowy, Tychy |

| Szczegóły      | Szczegóły                                                                           | Szczegóły       | Szczegóły   | Szczegóły                                                                     |
| -------------- | ----------------------------------------------------------------------------------- | --------------- | ----------- | ----------------------------------------------------------------------------- |
| Godzina: 18:00 | Tomáš Sýkora (5/4) 05:51 Tomáš Sýkora (4/5) 36:27 Mateusz Gościński (5/5, EN) 59:23 | (1:0, 1:0, 1:0) |             | Widzów: 1500 Sędzia główny: Przemysław Kępa Sędziowie liniowi: Zbigniew Wolas |
| Godzina: 18:00 | 10 min. kar                                                                         |                 | 22 min. kar | Widzów: 1500 Sędzia główny: Przemysław Kępa Sędziowie liniowi: Zbigniew Wolas |

### Superpuchar Polski 2019
| 13 września 2019 | JKH GKS Jastrzębie | 1:6 | GKS Tychy | Jastor, Jastrzębie-Zdrój |

| Szczegóły      | Szczegóły                | Szczegóły       | Szczegóły | Szczegóły                                                                     |
| -------------- | ------------------------ | --------------- | --- | ----------------------------------------------------------------------------- |
| Godzina: 19:30 | Jesse Rohtla (5/4) 08:56 | (1:2, 0:3, 0:1) | 09:46 Bartosz Ciura 13:42 Christian Mroczkowski 21:00 Michael Cichy 27:36 Adam Bagiński 35:43 Aleksiej Jefimienko (5/4) 45:02 Alexander Szczechura | Widzów: 1850 Sędzia główny: Przemysław Kępa Sędziowie liniowi: Zbigniew Wolas |
| Godzina: 19:30 | 29 min. kar              |                 | 22 min. kar | Widzów: 1850 Sędzia główny: Przemysław Kępa Sędziowie liniowi: Zbigniew Wolas |

### Superpuchar Polski 2020
| 20 października 2020 | GKS Tychy | 2:3 | JKH GKS Jastrzębie | Stadion Zimowy, Tychy |

| Szczegóły      | Szczegóły                                             | Szczegóły       | Szczegóły                                                               | Szczegóły                                                                            |
| -------------- | ----------------------------------------------------- | --------------- | ----------------------------------------------------------------------- | ------------------------------------------------------------------------------------ |
| Godzina: 18:30 | Alexander Szczechura 19:24 Bartłomiej Jeziorski 27:53 | (1:0, 1:3, 0:0) | 24:38 Łukasz Nalewajka 27:24 Maciej Urbanowicz 33:06 Radosław Nalewajka | Widzów: bez widzów Sędzia główny: Bartosz Kaczmarek Sędziowie liniowi: Paweł Kosidło |
| Godzina: 18:30 | 18 min. kar                                           |                 | 10 min. kar                                                             | Widzów: bez widzów Sędzia główny: Bartosz Kaczmarek Sędziowie liniowi: Paweł Kosidło |

### Superpuchar Polski 2021
| 19 października 2021 | JKH GKS Jastrzębie | 3:1 | Re-Plast Unia Oświęcim | Hala Lodowa MOSiR, Oświęcim |

| Szczegóły      | Szczegóły                                                               | Szczegóły       | Szczegóły            | Szczegóły |
| -------------- | ----------------------------------------------------------------------- | --------------- | -------------------- | --- |
| Godzina: 18:30 | Ēriks Ševčenko 05:01 (5/4) Ēriks Ševčenko 28:09 Samuel Mlynarovič 33:51 | (1:0, 2:1, 0:0) | 26:31 Teddy Da Costa | Widzów: 1500 Sędzia główny: Bartosz Kaczmarek, Krzysztof Kozłowski Sędziowie liniowi: Mateusz Kucharewicz, Andrzej Nenko |
| Godzina: 18:30 | 12 min. kar                                                             |                 | 4 min. kar           | Widzów: 1500 Sędzia główny: Bartosz Kaczmarek, Krzysztof Kozłowski Sędziowie liniowi: Mateusz Kucharewicz, Andrzej Nenko |

### Superpuchar Polski 2022
| 19 października 2022 | GKS Katowice | 7:1 | MKS ComArch Cracovia | Spodek „Satelita”, Katowice |

| Szczegóły      | Szczegóły | Szczegóły       | Szczegóły       | Szczegóły |
| -------------- | --- | --------------- | --------------- | --- |
| Godzina: 20:00 | Hampus Olsson 06:53 Hampus Olsson 20:27 (5/4) Maciej Kruczek 29:18 Christian Blomqvist 41:52 Christian Blomqvist 44:14 Teemu Pulkkinen 57:30 Hampus Olsson 57:44 | (1:0, 2:1, 0:0) | 26:13 Jiří Gula | Widzów: 802 Sędzia główny: Michał Baca, Bartosz Kaczmarek Sędziowie liniowi: Mateusz Kucharewicz, Andrzej Nenko |
| Godzina: 20:00 | 4 min. kar |                 | 6 min. kar      | Widzów: 802 Sędzia główny: Michał Baca, Bartosz Kaczmarek Sędziowie liniowi: Mateusz Kucharewicz, Andrzej Nenko |

### Superpuchar Polski 2023
| 18 października 2023 | GKS Katowice | 3:4 | GKS Tychy | Stadion Zimowy, Tychy |

| Szczegóły      | Szczegóły                                                            | Szczegóły       | Szczegóły                                                                               | Szczegóły |
| -------------- | -------------------------------------------------------------------- | --------------- | --------------------------------------------------------------------------------------- | --- |
| Godzina: 19:45 | Bartosz Fraszko (PP) 19:10 Joona Monto 23:47 Mateusz Michalski 38:54 | (1:1, 2:2, 0:1) | 12:28 Bartłomiej Jeziorski 30:22 Wiktor Turkin (k.) 32:10 Roman Rác 58:39 Bartosz Ciura | Widzów: 2150 Sędzia główny: Paweł Breske, Krzysztof Kozłowski Sędziowie liniowi: Sławomir Szachniewicz, Michał Gerne |
| Godzina: 19:45 | 10 min. kar                                                          |                 | 10 min. kar                                                                             | Widzów: 2150 Sędzia główny: Paweł Breske, Krzysztof Kozłowski Sędziowie liniowi: Sławomir Szachniewicz, Michał Gerne |

### Superpuchar Polski 2024
| 22 października 2024 | Re-Plast Unia Oświęcim | 3:2 d. | GKS Tychy | Hala Lodowa MOSiR, Oświęcim |

| Szczegóły      | Szczegóły                                                               | Szczegóły               | Szczegóły                                                | Szczegóły                                                                                              |
| -------------- | ----------------------------------------------------------------------- | ----------------------- | -------------------------------------------------------- | --- |
| Godzina: 18:30 | Sam Marklund 01:27 Carl Ackered 35:44 Christopher Liljewall (4/4) 64:29 | (1:0, 1:1, 0:1, d. 1:0) | 26:18 Filip Komorski (5/4) 57:38 Alan Łyszczarczyk (5/4) | Widzów: 2500 Sędzia główny: Bartosz Kaczmarek, Michał Baca Sędziowie liniowi: Michał Gerne, Michał Żak |
| Godzina: 18:30 | 8 min. kar                                                              |                         | 10 min. kar                                              | Widzów: 2500 Sędzia główny: Bartosz Kaczmarek, Michał Baca Sędziowie liniowi: Michał Gerne, Michał Żak |

## Media i transmisje

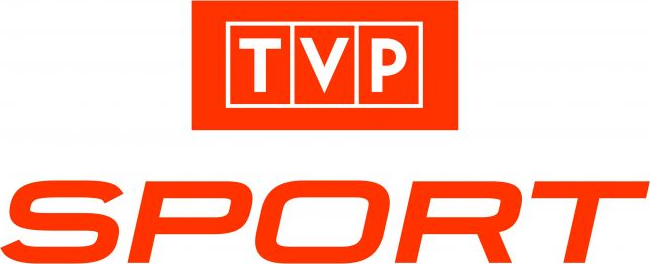
Stacja TVP Sport transmitowała dwa spotkania Superpucharu Polski

Pierwszy mecz o Superpuchar został rozegrany w 2014 roku. Spotkanie transmitowane było przez stację telewizyjną TVP Sport oraz internetową sport.tvp.pl. Zawody komentował Stanisław Snopek wraz z ekspertem Romanem Stebleckim. Transmisja rozpoczęła się o godzinie 20:20, 10 minut przed meczem. Spotkanie poprzedziło studio, które prowadził Robert Walczak wspólnie z Tomaszem Rutkowskim, szefem wyszkolenia w PZHL.
W drugiej edycji w 2015 roku mecz między GKS Tychy, a ComArch Cracovią ponownie transmitowała stacja TVP Sport, a w internecie sport.tvp.pl. Podobnie jak przed rokiem spotkanie poprzedziło studio, które prowadził Robert Walczak, wraz z hokejowym ekspertem Wiesławem Jobczykiem. Mecz natomiast komentowali Jacek Laskowski oraz były gracz NHL i reprezentacji Polski Mariusz Czerkawski. Transmisja rozpoczęła się o godzinie 17:45.
W 2016 roku po raz pierwszy meczu o Superpuchar nie transmitowała ogólnopolska telewizja. Spotkanie na żywo realizowała natomiast Nowotarska Telewizja Kablowa, a komentował je były gracz Podhala, Gabriel Samolej. Oprócz niej w internecie mecz transmitowała również telewizja internetowa TV Podhale, a komentował go Jonasz Burak. Z powodu mgły spotkanie zostało przerwane, a następnie przełożone na 15 listopada. Transmisję z wznowionego meczu przeprowadziła stacja TVP Sport, a spotkanie komentowali Stanisław Snopek i Gabriel Samolej. Wywiady w przerwach między tercjami i po zakończeniu spotkania przeprowadzała Anna Kozińska.

## Hale i frekwencja
Pierwszy w historii mecz o Superpuchar został rozegrany w Sanoku w Arenie Sanok. W hali mogło maksymalnie zasiąść 3000 kibiców, jednak bilety na to spotkanie zakupiło 2500 kibiców. W kolejnej edycji mecz o to trofeum został rozegrany w Tychach na Stadionie Zimowym. Na żywo oglądało go 2500 kibiców. W 2016 roku władze PZHL ogłosiły konkurs na gospodarza meczu finałowego. Jedyną ofertę złożyło miasto Nowy Targ i to w Miejskiej Hali Lodowej rozegrano finał tych rozgrywek. Bilety na to spotkanie kosztowały 20 zł za bilet normalny i 10 zł za ulgowy. Można je było nabyć w siedzibie klubu lub przez internet. W wyniku przerwania meczu i przełożenia go na 15 listopada kibice mogli kupić tańsze bilety. Normalny kosztował 10 zł, a ulgowy 5 zł. W obydwu terminach w hali zasiadło 2000 kibiców.
| Edycja | Miasto finału    | Hala                                    | Pojemność hali | Liczba widzów | Ceny biletów       |
| ------ | ---------------- | --------------------------------------- | -------------- | ------------- | ------------------ |
| 2014   | Sanok            | Arena Sanok                             | 3000           | 2500          | ?                  |
| 2015   | Tychy            | Stadion Zimowy                          | 2716           | 2500          | ?                  |
| 2016   | Nowy Targ        | Miejska Hala Lodowa                     | 2362           | 2000          | 20 zł, 10 zł, 5 zł |
| 2017   | Kraków           | Lodowisko im. Adama „Rocha” Kowalskiego | 2514           | 1700          | 20 zł, 10 zł       |
| 2018   | Tychy            | Stadion Zimowy                          | 2716           | 1500          | 15 zł, 10 zł       |
| 2019   | Jastrzębie-Zdrój | Jastor                                  | 1986           | 1850          | 15 zł              |
| 2020   | Tychy            | Stadion Zimowy                          | 2716           | bez widzów    |                    |
| 2021   | Oświęcim         | Hala Lodowa MOSiR                       | 2686           | 1500          |                    |
| 2022   | Katowice         | Spodek „Satelita”                       | 1500           | 802           |                    |
| 2023   | Tychy            | Stadion Zimowy                          | 2716           | 2150          | 35 zł, 25 zł       |
| 2024   | Oświęcim         | Hala Lodowa MOSiR                       | 2686           | 2500          | 50 zł, 40zł        |

## Składy uczestników
| Rok  | Miejsce          | Triumfator | Pretendent |
| ---- | ---------------- | --- | --- |
| 2014 | Sanok            | MKS ComArch Cracovia Bramkarze: Robert Kowalówka, Rafał Radziszewski Obrońcy: Bartosz Dąbkowski, Adrian Kowalówka, Maciej Kruczek, Patryk Noworyta, Patrik Vrána, Patryk Wajda Napastnicy: Petr Dvořák, Josef Fojtík, Bartosz Fraszko, Tomáš Káňa, Sebastian Kowalówka, Tomasz Kozłowski, Wiaczesław Kozub, Grzegorz Pasiut, Damian Słaboń, Filip Stoklasa, Patrik Valčák Trener: Rudolf Roháček (główny), Andrzej Pasiut (asystent)                                                                       | Ciarko PBS Bank KH Sanok Bramkarze: Bryan Pitton, Mateusz Skrabalak Obrońcy: Justin DaCosta, Rafał Dutka, Kamil Olearczyk, Bogusław Rąpała, Matt Williams, Miroslav Zaťko Napastnicy: Rafał Ćwikła, Mike Danton, Jordan Knox, Robert Kostecki, Jordan Pietrus, Michał Radwański, Radosław Sawicki, Petr Šinágl, Martin Vozdecký, Mateusz Wilusz, Krzysztof Zapała Trener: Tomasz Demkowicz (główny), Marcin Ćwikła (asystent)                                                                            |
| 2015 | Tychy            | GKS Tychy Bramkarze: Kamil Kosowski, Kamil Lewartowski Obrońcy: Mateusz Bryk, Bartosz Ciura, Michael Kolarz, Michał Kotlorz, Bartłomiej Pociecha, Łukasz Sokół Napastnicy: Adam Bagiński, Mateusz Bepierszcz, Radosław Galant, Bartłomiej Jeziorski, Kamil Kalinowski, Patryk Kogut, Maksim Kartoszkin, Marcin Kolusz, Filip Komorski, Jurij Kuzin, Mikołaj Łopuski, Jarosław Rzeszutko, Jakub Witecki Trener: Jiří Šejba (główny), Krzysztof Majkowski (asystent)                                         | MKS ComArch Cracovia Bramkarze: Robert Kowalówka, Rafał Radziszewski Obrońcy: Bartosz Dąbkowski, Rafał Dutka, Maciej Kruczek, Dawid Maciejewski, Patryk Noworyta, Peter Novajovský, Mateusz Rompkowski, Patryk Wajda Napastnicy: Adam Domogała, Filip Drzewiecki, Krystian Dziubiński, Kacper Guzik, Damian Kapica, Karol Kisielewski, Grzegorz Pasiut, Damian Słaboń, Patrik Svitana, Petr Šinágl, Maciej Urbanowicz, Marek Wróbel Trener: Rudolf Roháček (główny), Mariusz Dulęba (asystent)           |
| 2016 | Nowy Targ        | MKS ComArch Cracovia Bramkarze: Michael Łuba, Rafał Radziszewski Obrońcy: Bartosz Dąbkowski, Rafał Dutka, Maciej Kruczek, Dawid Maciejewski, Peter Novajovský, Mateusz Rompkowski, Patryk Wajda Napastnicy: Matúš Chovan, Adam Domogała, Filip Drzewiecki, Krystian Dziubiński, Richard Jenčík, Damian Kapica, Paweł Kucewicz, Oliver Paczkowski, Petr Šinágl, Damian Słaboń, Patrik Svitana, Maciej Urbanowicz, Marek Wróbel Trener: Rudolf Roháček (główny), Mariusz Dulęba (asystent)                   | TatrySki Podhale Nowy Targ Bramkarze: Māris Jučers, Błażej Kapica Obrońcy: Joni Haverinen, Oskar Jaśkiewicz, Sebastian Łabuz, Maciej Sulka, Alaksandr Syrej, Damian Tomasik, Mateusz Wojdyła Napastnicy: Kasper Bryniczka, Dariusz Gruszka, Artem Iossafov, Jarkko Hattunen, Jarmo Jokila, Daniel Kapica, Mateusz Michalski, Przemysław Michalski, Bartłomiej Neupauer, Jarosław Różański (kapitan), Alex Svitac, Krzysztof Zapała Trener: Marek Rączka                                                  |
| 2017 | Kraków           | MKS ComArch Cracovia Bramkarze: Michael Łuba, Rafał Radziszewski Obrońcy: Bartosz Dąbkowski, Rafał Dutka, Maciej Kruczek (kapitan), Peter Novajovský, Patryk Noworyta, Mateusz Rompkowski, Patryk Wajda, Lukáš Zíb Napastnicy: Kasper Bryniczka, Teddy Da Costa, Adam Domogała, Filip Drzewiecki, Krystian Dziubiński, Petr Kalus, Damian Kapica, Oliver Paczkowski, Petr Šinágl, Damian Słaboń, Tomáš Sýkora, Maciej Urbanowicz Trener: Rudolf Roháček (główny), Mariusz Dulęba (asystent)                | GKS Tychy Bramkarze: Kamil Lewartowski, John Murray Obrońcy: Mateusz Bryk, Bartosz Ciura, Remigiusz Gazda, Kamil Górny, Illa Kaznadziej, Michael Kolarz, Michał Kotlorz (kapitan), Bartłomiej Pociecha Napastnicy: Adam Bagiński, Mateusz Bepierszcz, Michael Cichy, Radosław Galant, Mateusz Gościński, Kacper Guzik, Bartłomiej Jeziorski, Kamil Kalinowski, Patryk Kogut, Filip Komorski, Jarosław Rzeszutko, Alexander Szczechura Trener: Andrej Husau (główny), Krzysztof Majkowski (asystent)      |
| 2018 | Tychy            | GKS Tychy Bramkarze: Kamil Lewartowski, John Murray Obrońcy: Mateusz Bryk, Remigiusz Gazda, Kamil Górny, Michael Kolarz, Michał Kotlorz (kapitan), Bartłomiej Pociecha Napastnicy: Adam Bagiński, Michael Cichy, Radosław Galant, Mateusz Gościński, Bartłomiej Jeziorski, Kamil Kalinowski, Gleb Klimienko, Andrij Michnow, Patryk Kogut, Filip Komorski, Tomáš Sýkora, Alexander Szczechura, Jakub Witecki Trener: Andrej Husau (główny), Krzysztof Majkowski (asystent)                                 | MKS ComArch Cracovia Bramkarze: Michael Łuba, Robert Kowalówka Obrońcy: Bartosz Dąbkowski, Adrian Gajor, Jauhienij Kamienieu, Maciej Kruczek (kapitan), Dawid Musioł, Peter Novajovský, Patryk Noworyta, Mateusz Rompkowski, Mateusz Sordon, Damian Szurowski Napastnicy: Mateusz Bepierszcz, Štěpán Csamangó, Adam Domogała, Antoni Dziurdzia, Filip Drzewiecki, Damian Kapica, Eryk Sztwiertnia, Emil Švec, Michal Vachovec, Paweł Zygmunt Trener: Rudolf Roháček (główny), Dominik Salamon (asystent) |
| 2019 | Jastrzębie-Zdrój | GKS Tychy Bramkarze: Kamil Lewartowski, John Murray Obrońcy: Denis Akimoto, Mateusz Bryk, Bartosz Ciura, Alaksandr Jeronau, Michael Kolarz, Michał Kotlorz (kapitan), Peter Novajovský, Bartłomiej Pociecha Napastnicy: Adam Bagiński, Michael Cichy, Radosław Galant, Aleksiej Jefimienko, Bartłomiej Jeziorski, Gleb Klimienko, Patryk Kogut, Filip Komorski, Christian Mroczkowski, Alexander Szczechura, Michael Szmatula, Jakub Witecki Trener: Andrej Husau (główny), Krzysztof Majkowski (asystent) | JKH GKS Jastrzębie Bramkarze: David Marek, Ondřej Raszka Obrońcy: Jakub Gimiński, Kamil Górny, Māris Jass, Henrich Jabornik, Arkadiusz Kostek, Patryk Matusik, Jakub Michałowski, Grzegorz Radzieńciak Napastnicy: Dominik Jarosz, Artem Iossafov, Martin Kasperlík, Tomasz Kulas, Łukasz Nalewajka, Radosław Nalewajka, Dominik Paś, Jesse Rohtla, Jan Sołtys, Maciej Urbanowicz, Kamil Wałęga, Kamil Wróbel Trener: Róbert Kaláber (główny), Rafał Bernacki (asystent)                                 |
| 2020 | Tychy            | JKH GKS Jastrzębie Bramkarze: David Marek, Patrik Nechvátal Obrońcy: Mateusz Bryk, Jakub Gimiński, Kamil Górny, Marcin Horzelski, Māris Jass, Jiří Klimíček, Arkadiusz Kostek, Jakub Michałowski Napastnicy: Marek Hovorka, Dominik Jarosz, Martin Kasperlík, Łukasz Nalewajka, Radosław Nalewajka, Dominik Paś, Zack Phillips, Roman Rác, Radosław Sawicki, Jan Sołtys, Maciej Urbanowicz, Kamil Wałęga Trener: Róbert Kaláber (główny), Rafał Bernacki (asystent)                                        | GKS Tychy Bramkarze: Kamil Lewartowski, John Murray Obrońcy: Olaf Bizacki, Ladislav Havlík, Patryk Kogut, Michał Kotlorz (kapitan), Jan Krzyżek, Peter Novajovský, Bartłomiej Pociecha, Jason Seed Napastnicy: Michael Cichy, Jean Dupuy, Radosław Galant, Mateusz Gościński, Kacper Gruźla, Bartłomiej Jeziorski, Filip Komorski, Szymon Marzec, Christian Mroczkowski, Jarosław Rzeszutko, Alexander Szczechura, Jakub Witecki Trener: Krzysztof Majkowski (główny), Adam Bagiński (asystent)          |
| 2021 | Oświęcim         | JKH GKS Jastrzębie Bramkarze: Michał Kieler, Patrik Nechvátal Obrońcy: Siarhiej Bahalejsza, Jakub Gimiński, Kamil Górny, Marcin Horzelski, Jauhienij Kamienieu, Arkadiusz Kostek, Ēriks Ševčenko Napastnicy: Rusłan Baszyrow, Dominik Jarosz, Egils Kalns, Martin Kasperlík, Samuel Mlynarovič, Łukasz Nalewajka, Radosław Nalewajka, Vitālijs Pavlovs, Patryk Pelaczyk, Roman Rác, Frenks Razgals, Artūrs Ševčenko, Maciej Urbanowicz Trener: Róbert Kaláber (główny), Rafał Bernacki (asystent)          | Re-Plast Unia Oświęcim Bramkarze: Robert Kowalówka, Filip Płonka Obrońcy: Peter Bezuška, Cole MacDonald, Miłosz Noworyta, Patryk Noworyta, Kamil Paszek, Johan Skinnars, Tomasz Skokan Napastnicy: Teddy Da Costa, Krystian Dziubiński, Wasilij Jerasow Sebastian Kowalówka, Łukasz Krzemień, Daniił Oriechin, Victor Rollin Carlsson, Andrej Themár, Aleksiej Trandin, Dariusz Wanat Trener: Tom Coolen (główny), Piotr Sarnik (asystent)                                                               |
| 2022 | Katowice         | GKS Katowice Bramkarze: Maciej Miarka, John Murray Obrońcy: Marcin Kolusz, Maciej Kruczek, Kacper Maciaś, Niko Mikkola, Dawid Musioł, Mateusz Rompkowski, Patryk Wajda, Jakub Wanacki Napastnicy: Mateusz Bepierszcz, Christian Blomqvist, Bartosz Fraszko, Shigeki Hitosato, Patryk Krężołek, Brandon Magee, Joona Monto, Hampus Olsson, Grzegorz Pasiut (kapitan), Jakub Prokurat, Teemu Pulkkinen, Igor Smal Trener: Jacek Płachta (główny), Ireneusz Jarosz (asystent)                                 | MKS ComArch Cracovia Bramkarze: Rok Stojanovič, David Zabolotny Obrońcy: Jiří Gula (kapitan), Patrik Husák, Aleš Ježek, Saku Kinnunen, Erik Němec, Jakub Šaur, Dawid Tynka Napastnicy: Robert Arrak, Sebastian Brynkus, Štěpán Csamangó, Antoni Dziurdzia, Damian Kapica, Martin Kasperlík, Mateusz Michalski, Vojtěch Polák, Marek Račuk, Roman Rác, Radosław Sawicki, Patryk Wronka Trener: Rudolf Roháček (główny), Dominik Salamon (asystent)                                                        |
| 2023 | Tychy            | GKS Tychy Bramkarze: Kamil Lewartowski, Tomáš Fučík Obrońcy: Olaf Bizacki, Bartosz Ciura, Jan Jaroměřský, Oskar Jaśkiewicz, Olli Kaskinen, August Nillson, Bartłomiej Pociecha Napastnicy: Mateusz Gościński, Bartłomiej Jeziorski, Filip Komorski (kapitan), Radosław Galant, Illa Korenczuk, Jan Krzyżek, Alan Łyszczarczyk, Szymon Marzec, Christian Mroczkowski, Pawło Padakin, Roman Rác, Wiktor Turkin, Mateusz Ubowski Trener: Pekka Tirkkonen (główny), Adam Bagiński (asystent)                   | GKS Katowice Bramkarze: Michał Kieler, John Murray Obrońcy: Błażej Chodor, Ryan Cook, Noah Delmas, Santeri Koponen, Maciej Kruczek, Kacper Maciaś, Aleksi Varttinen, Jakub Wanacki Napastnicy: Mateusz Bepierszcz, Bartosz Fraszko, Shigeki Hitosato, Olli Iisakka, Mychajło Kowalczuk, Sam Marklund, Mateusz Michalski, Joona Monto, Hampus Olsson, Grzegorz Pasiut (kapitan), Igor Smal, Ben Sokay Trener: Jacek Płachta (główny), Ireneusz Jarosz (asystent)                                          |
| 2024 | Oświęcim         | Re-Plast Unia Oświęcim Bramkarze: Linus Lundin, Filip Płonka Obrońcy: Peter Bezuška, Raman Dziukau, Jere Vertanen, Joonas Uimonen, Andreas Söderberg, Carl Ackered, Kacper Prokopiak Napastnicy: Łukasz Krzemień, Krystian Dziubiński (kapitan), Christopher Liljewall, Erik Ahopelto, Ville Heikkinen, Henry Karjalainen, Hampus Olsson, Daniel Olsson Trkulja, Sam Marklund, Jakub Łoza, Anton Holm, Radosław Galant, Adrian Prusak Trener: Nik Zupančič (główny), Krzysztof Majkowski (asystent)        | GKS Tychy Bramkarze: Tomáš Fučík, Kamil Lewartowski Obrońcy: Olaf Bizacki, Olli Kaskinen, Olli-Petteri Viinikainen, Valtteri Kakkonen, Bartosz Ciura, Bartłomiej Pociecha, Aapo Ahola Napastnicy: Alan Łyszczarczyk, Bartłomiej Jeziorski, Filip Komorski (kapitan), Matias Lehtonen, Joona Monto, Rasmus Heljanko, Mark Viitanen, Wiktor Turkin, Dominik Paś, Jan Krzyżek, Daniła Larionovs, Mateusz Gościński, Mateusz Ubowski Trener: Pekka Tirkkonen (główny), Adam Bagiński (asystent)              |

Uwaga: Kursywą oznaczono bramkarzy, którzy w meczu o Superpuchar Polski byli wykazani w składach drużyn, lecz nie pojawili się na lodzie podczas gry.